# Pawlowski-Bucht
Die Pawlowski-Bucht (russisch Бухта Павловского, Buchta Pawlowskowo) befindet sich etwa 55 km südöstlich von Wladiwostok, am östlichen Ufer der Strelok-Bucht am Japanischen Meer.

## Marinestützpunkt
In der Bucht befindet sich ein Marinestützpunkt der russischen Pazifikflotte. Hier liegen auch eine Reihe von ausgemusterten Atom-U-Booten. 1995 sollen es 19, im September 1997 21 und im Dezember 2000 16 Boote gewesen sein.

## U-Bootbunker

Portal vom U-Bootbunker

Zudem befindet sich dort ein nicht fertiggestellter U-Bootbunker der mit dem U-Boot-Bunker Balaklawa zu vergleichen ist. Der Bau wurde angeblich 1977 begonnen und 1991 im Rahmen des START I Vertrages abgebrochen. Laut anderen Quellen wurde der Bau eingestellt, da während der Bauzeit neue größere Diesel-U-Boote in Dienst gestellt wurden und diese nicht mehr in den Bunker passten oder, dass die USA eine neue Waffe entwickelten, die den Bunker zerstören konnte.
Die Anlage der Stollen wurde vor Baustopp fertiggestellt, der Innenausbau jedoch nicht abgeschlossen. Der Bunker besteht hauptsächlich aus einem geraden ca. 650 Meter langen Stollen, in den die U-Boote hätten einfahren können. Dieser Hauptstollen besitzt an beiden Enden eine Zufahrt, wovon eine in das Meer münden sollte und die andere in den Marinestützpunkt. Allerdings sind diese Zufahrten auf der dem Meer zugewendeten Seite gar nicht erst bis zum Meer ausgehoben worden und auf der Stützpunktseite wieder mit Erdmassen für Wasserfahrzeuge unzugänglich gemacht worden. Dies ist laut einer Quelle geschehen um dem START I-Vertrag zu genügen.